# Seznam nákupních ulic a čtvrtí v Evropě
Toto je neúplný seznam nákupních ulic a čtvrtí a zón v Evropě. Nákupní ulice a bulváry mají často charakter pěší zóny.

## Seznam
Belgie

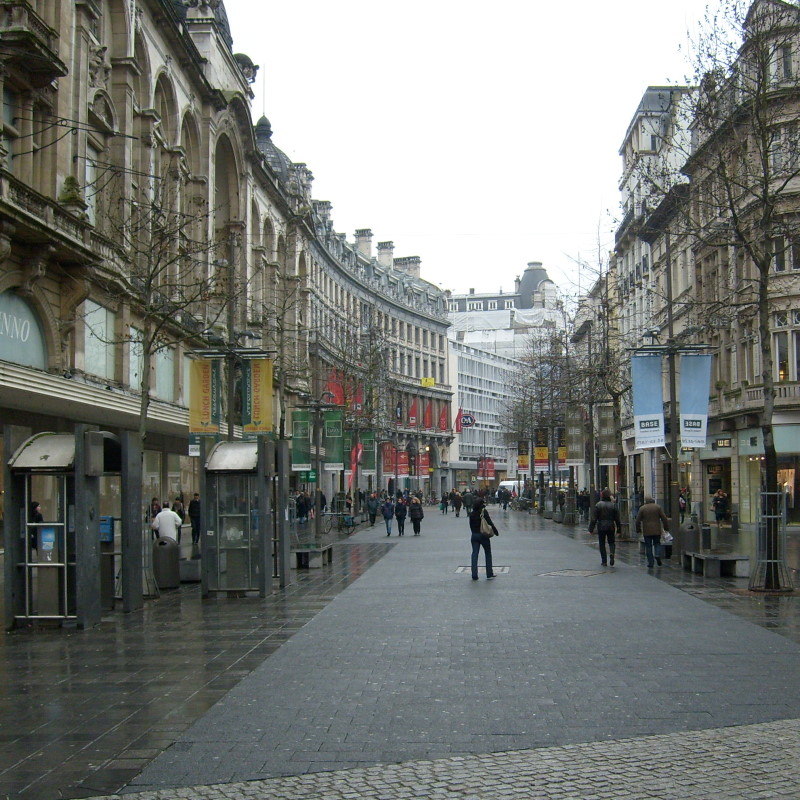
Meir, Belgie

- Antverpy: Meir, Schuttershofstraat, Huidevettersstraat, Leopoldstraat, Kelderstraat
- Bruggy: Steenstraat
- Brusel: Avenue Louise/Louizalaan, Avenue de la Toison d'Or /Guldenvlieslaan, Rue Neuve, Chaussée d'Ixelles / Elsenesesteenweg, Chaussée de Waterloo/ Waterloosesteenweg, Boulevard Anspach / Anspachlaan
- Gent: Veldstraat
- Kortrijk: Korte Steenstraat, Lange Steenstraat

 Bosna a Hercegovina
- Banja Luka: Gospodska
- Sarajevo: Titova, Ferhadija a Sarači

 Bulharsko
- Sofie: Vitošská třída (Sofie)
- Varna: ulice Knjaz Boris 1 (Varna)
- Burgas: Aleksandrovska (Burgas)
- Plovdiv: Batenberská ulice (Plovdiv)

 Kypr
- Nikósie: třída Makariou, Stasikratousova ulice, Ledra (Nikósie), Onasagorou (Nikósie)
- Famagusta: Univerzitní třída
- Lemesos (Limasol): třída Makaria III., ulice Anexartisias, ulice Agiou Andreou
- Larnaka: ulice Ermou
- Pafos: třída Makaria III., ulice Glastonodos, ulice Ermou, ulice Nikodemou Mylona

 Černá Hora
- Podgorica: Slobode (Podgorica), třída Džordža Vašingtona (Podgorica)

 Česko

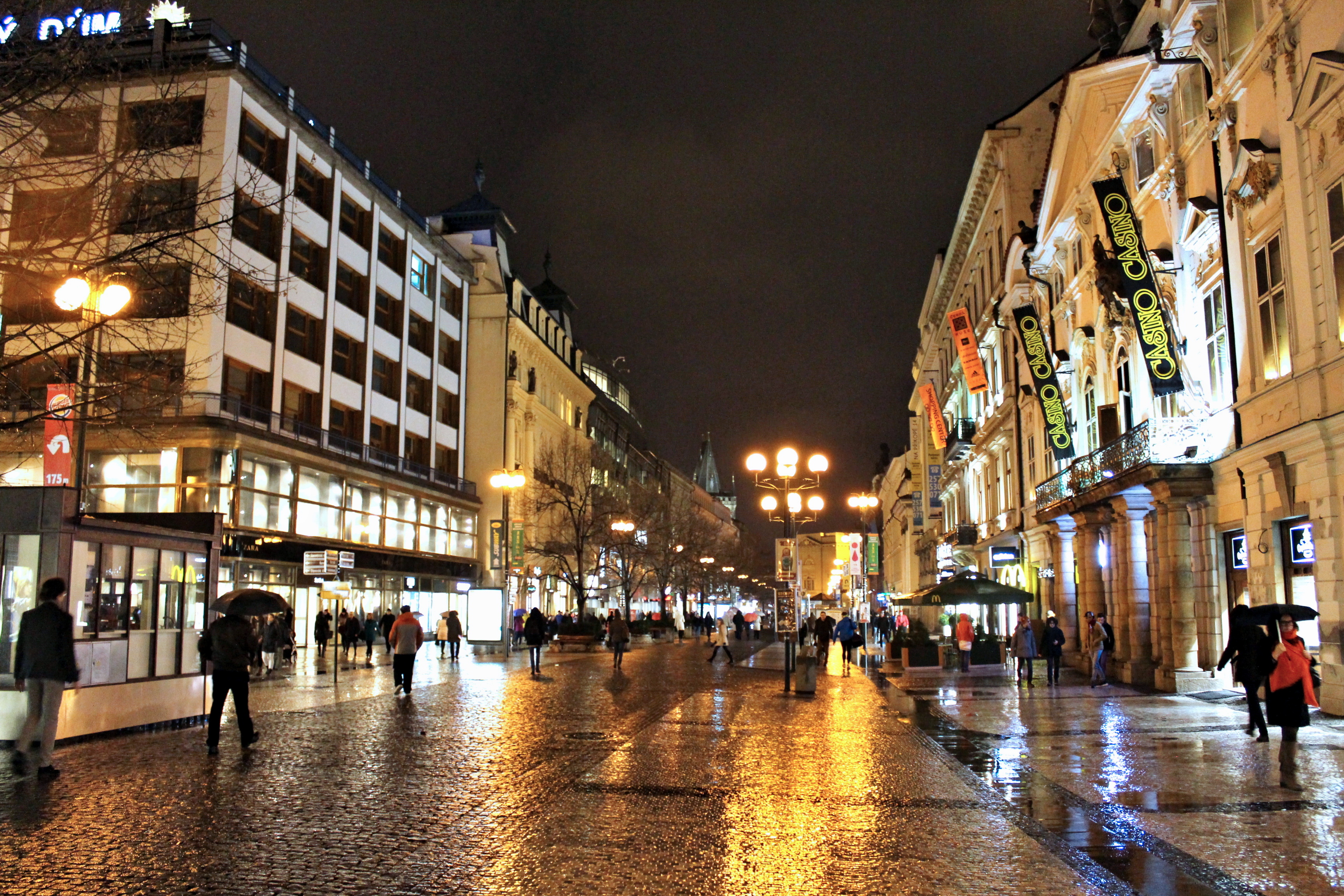
Ulice Na příkopě v Praze

- Praha: Pařížská, Václavské náměstí, Na příkopě, (Zlatá ulička na Pražském hradě)
- Brno: Česká, Masarykova (Brno)

 Dánsko
- Kodaň: Strøget
- Aarhus: Strøget

 Finsko
- Helsinky: Aleksanterinkatu, Esplanadi
- Tampere: Hämeenkatu

 Francie
- Bordeaux: Rue Sainte-Catherine
- Brest: Rue de Siam
- Caen: Rue Saint-Pierre

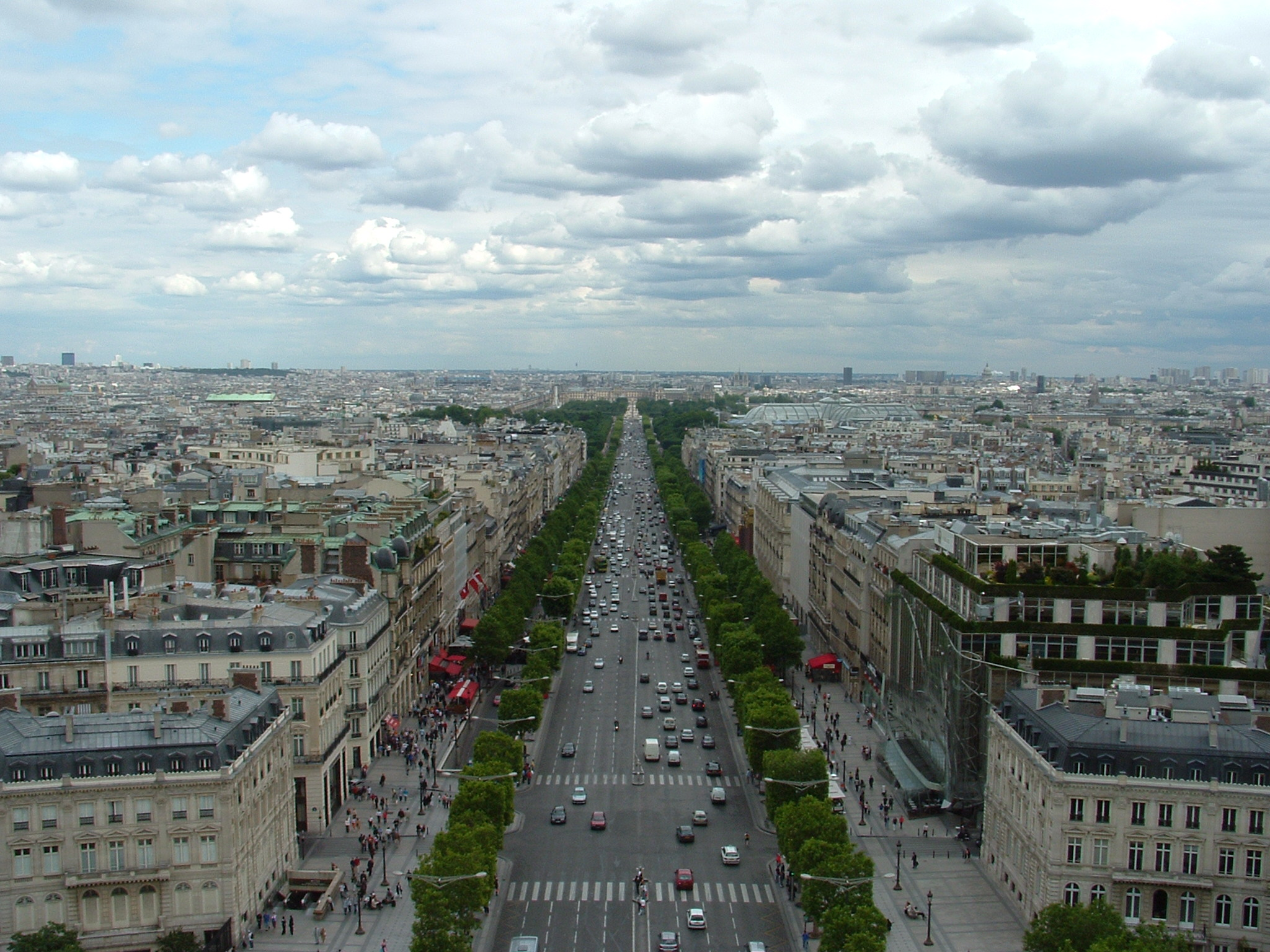
Avenue des Champs-Élysées (Elysejská pole) v Paříži

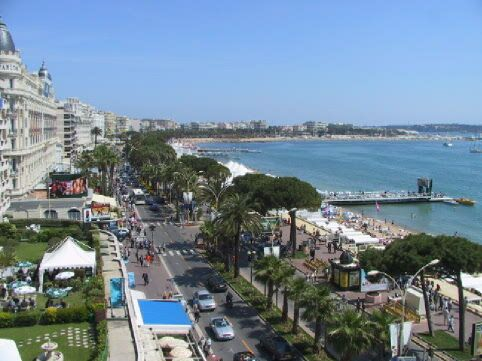
Promenade de la Croisette v Cannes

- Cannes: Promenade de la Croisette, Rue d'Antibes
- Grenoble: Rue Félix Poulat, Place Grenette, Grande Rue, Rue de Bonne
- Le Havre: Rue de Paris; Avenue René Coty, Espace Coty (nákupní centrum)
- Lille: Vieux Lille, Euralille (nákupní centrum)
- Lyon: Place Bellecour, Rue du Plat, Rue de la République, Rue Édouard Herriot, Rue Émile Zola, Part-Dieu (nákupní centrum)
- Marseille: Cours Saint-Louis, Rue Saint-Ferréol, Rue Paradis, Les Halles de la Major (nákupní centrum), Les Terrasses du Port (nákupní centrum), Rue Sainte, Place Lulli a Rue Grignan
- Montpellier: Rue de la Loge, Place de la Comédie
- Nancy: Rue Saint-Jean, Rue Saint-Georges, Rue Saint-Dizier, Rue Gambetta, Rue Stanislas, Rue Raugraff, Place Henri Mengin, Saint-Sébastien (nákupní centrum)
- Nantes: Rue de Verdun, Rue de la Marne, Rue de la Barillerie, Rue d'Orléans, Place Royale, Passage Pommeraye, Rue Crébillon, Place Graslin, Rue de la Fosse
- Nice: Avenue Jean-Médecin, Rue Paradis, Avenue de Verdun
- Paříž: Avenue des Champs-Élysées,[1][2] Boulevard Haussmann, Rue de Rivoli, Forum des Halles (nákupní centrum), Carrousel du Louvre (nákupní centrum), Boulevard des Capucines, Rue du Faubourg-Saint-Honoré, Avenue Montaigne, Avenue George-V, osa ulic Rue de Castiglione, Place Vendôme, Rue de la Paix a Place de l'Opéra, Rue de Sèvres, Rue du Bac, Rue des Francs-Bourgeois (s dalšími ulicemi v Le Marais), a také části Boulevard Saint-Germain a Rue de Rennes poblíž Saint-Germain-des-Prés
- Rouen: Rue Jeanne d'Arc, Rue du Gros Horloge
- Saint-Étienne: Place Dorian, Rue du Général Foy, Rue Gambetta, Centre Deux (nákupní centrum)
- Saint-Tropez: Quai Jean Jaurès, Quai Suffren
- Štrasburk: Grande Île
- Toulouse: Rue Saint-Rome
- Tours: Rue Nationale, Place Jean Jaurès

 Chorvatsko
- Dubrovník: Stradun
- Split: Riva, Marmontova
- Záhřeb: Ilica

 Irsko
- Dublin: Grafton Street,[3] Henry Street, O'Connell Street, Wicklow Street, North Earl Street
- Cork: St. Patrick's Street, Oliver Plunkett Street
- Galway: Shop Street
- Limerick: O'Connell Street
- Swords: Main Street
- Drogheda: West Street

 Island
- Reykjavík: Laugavegur

 Itálie

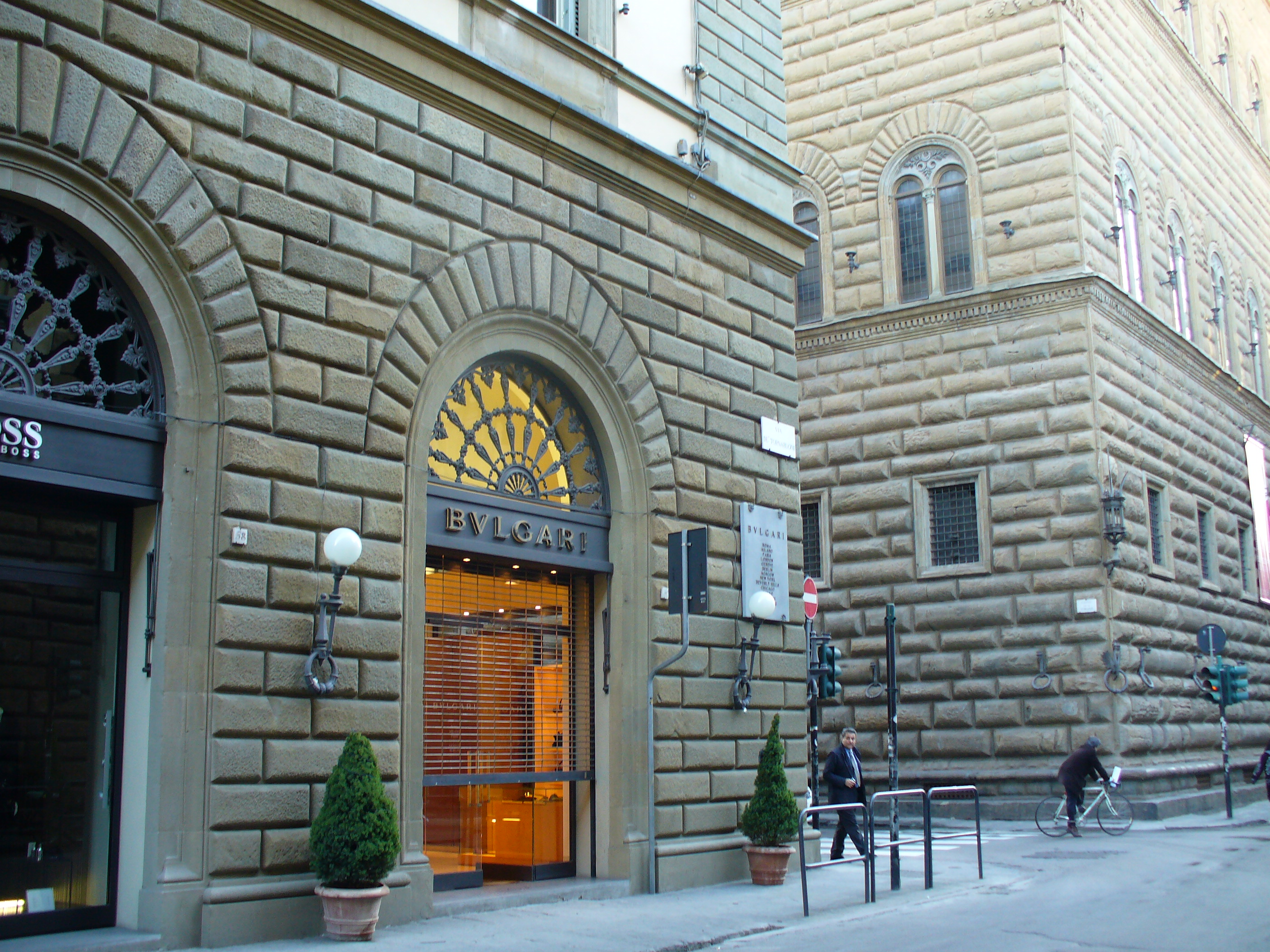
Via de' Tornabuoni ve Florencii

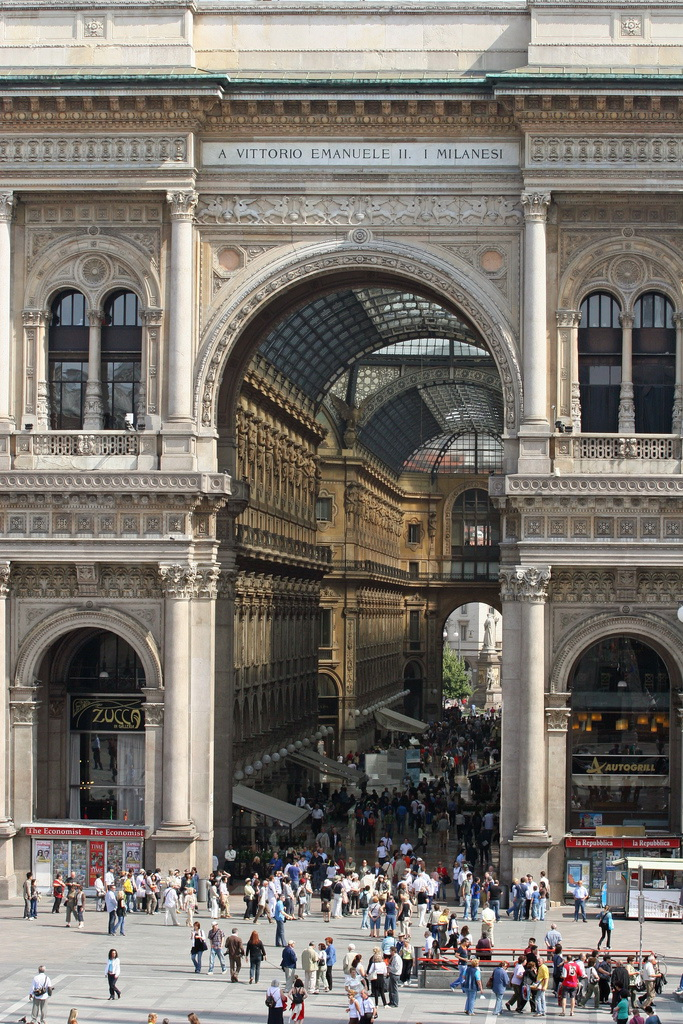
Galerie Viktora Emanuela II. v Miláně

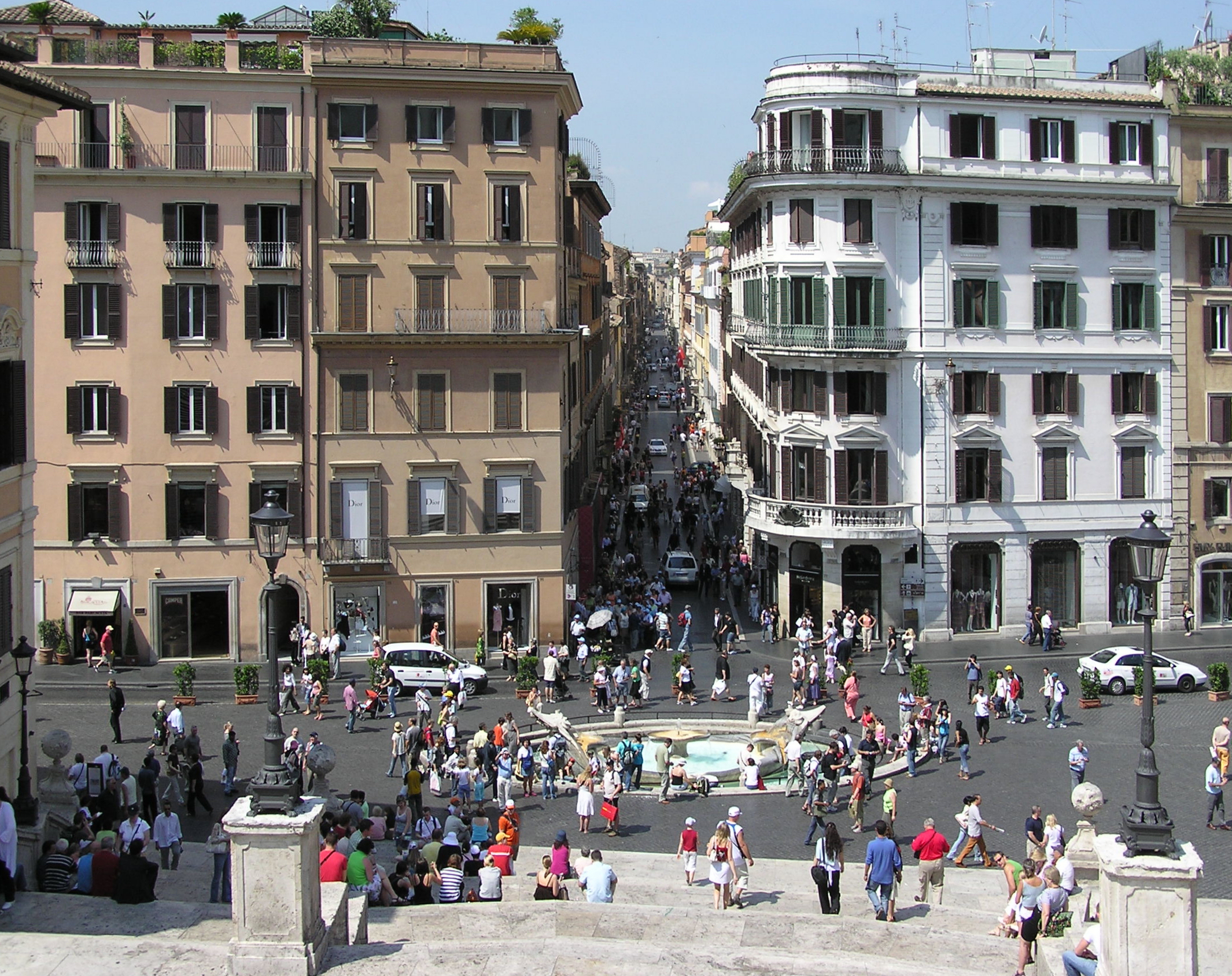
Via Condotti v Římě

- Bari: Via Sparano, Corso Vittorio Emanuele, Corso Cavour
- Bergamo: Via XX Settembre, Via Gerolamo Tiraboschi, Via Zambonate, Via Giorgio e Guido Paglia, Viale Papa Giovanni XXIII
- Bologna: Via Farini
- Brescia: Corso Palestro, Corso Magenta, Via San Martino della Battaglia
- Cagliari: Via Manno, Via Garibaldi
- Catania: Via Etnea, Corso Italia
- Capri: Via Roma
- Florencie: Via dei Calzaiuoli, Via della Vigna Nuova, Via Roma, Via de' Tornabuoni, Piazza della Repubblica
- Janov: Via Roma, Via XX Settembre, Via Luccoli, Via San Vincenzo, Via San Luca, Via XXV Aprile,
- La Spezia: Corso Cavour, Via Prione, Via Chiodo
- Livorno: Via Ricasoli, Via Grande
- Lecce: Piazza Mazzini, Corso Vittorio Emanuele II
- Milán: Galerie Viktora Emanuela II. (Corso Vittorio Emanuele), Via Montenapoleone,[1] Corso Giacomo Matteotti, Galleria Vittorio Emanuele, Via della Spiga, Corso Venezia, Piazza San Babila, Via Manzoni, Via San Pietro all'Orto, Via Sant'Andrea, Via Verri, Corso Vercelli, Corso Buenos Aires
- Neapol: Via Toledo, Via Chiaia, Piazza de' Martiri, Via Calabritto, Via Scarlatti
- Padova: Via San Fermo, Via Altinate, Piazza Garibaldi, Via Santa Lucia, Via Cavour
- Palermo: Via Ruggero Settimo, Viale della Libertà, Via Roma
- Pisa: Corso Italia, Borgo Stretto
- Řím: Via Cola di Rienzo, Via dei Condotti, Via Frattina, Via del Babuino, Via del Corso, Via Veneto
- Salerno: Corso Vittorio Emanuele, Via Mercanti, Via dei Principati
- Turín: Via Roma, Via Garibaldi
- Taranto: Via Tommaso D'Aquino, Via Acclavio, Via Pupino, Via Di Palma
- Benátky: Piazza San Marco, Calle Larga XXII Marzo, Calle Valaresso, Salizada San Moisé
- Verona: Via Mazzini, Corso di Porta Borsari, Via Cappello, Piazza Erbe

 Kazachstán
- Almaty: třída Al Farabi, Esentai, Bazaar
- Nur-Sultan: Chan Šatyr

 Litva
- Vilnius: Gedimino prospektas
- Kaunas: Laisvės alėja

 Lotyšsko
- Riga: Terbatas iela, Elizabetes iela, Dzirnavu iela

 Lucembursko
- Lucemburk: Groussgaass

 Maďarsko
- Budapešť: Andrássyho třída, Váci utca, Deák utca

 Německo

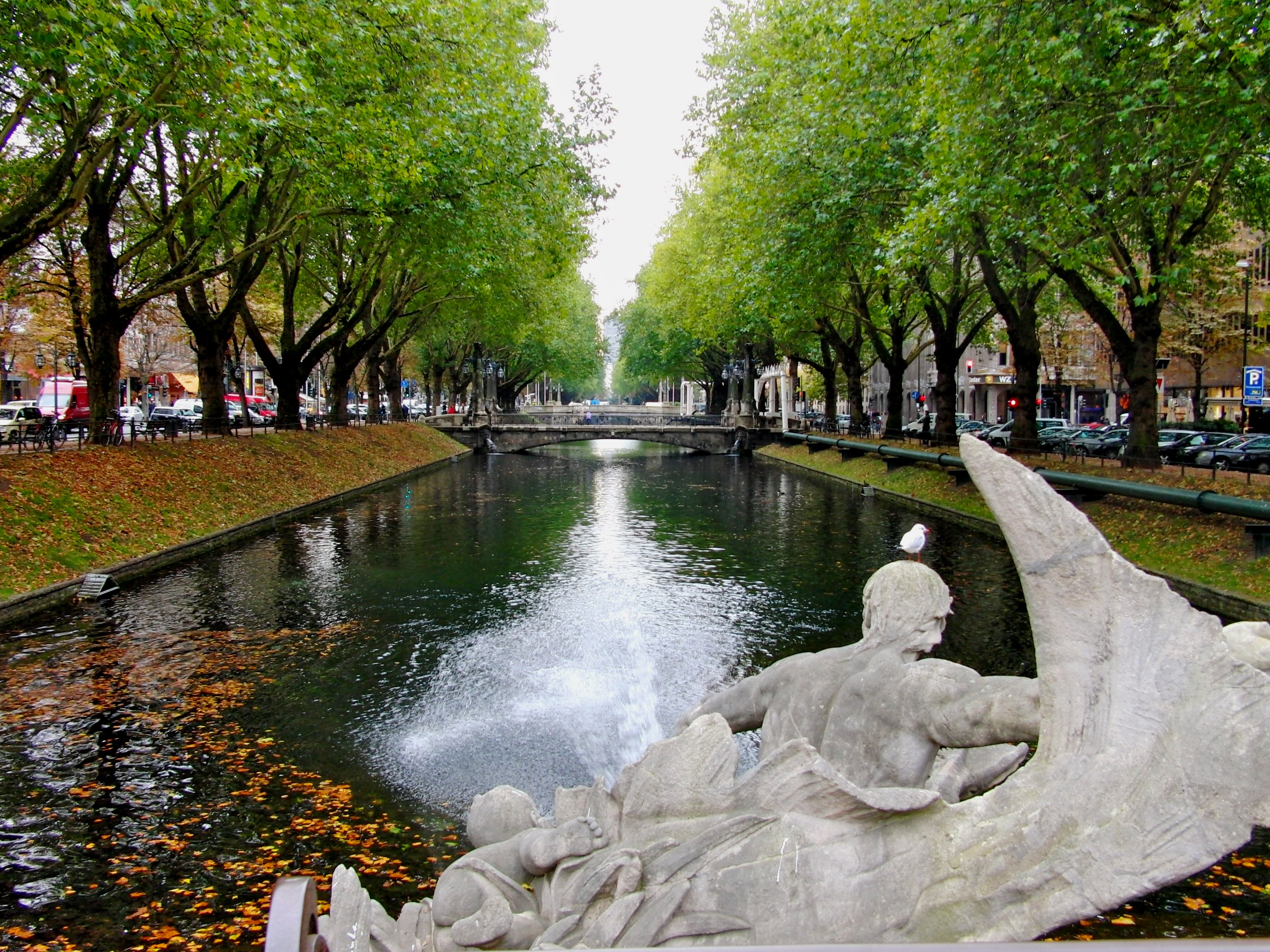
Königsallee v Düsseldorfu

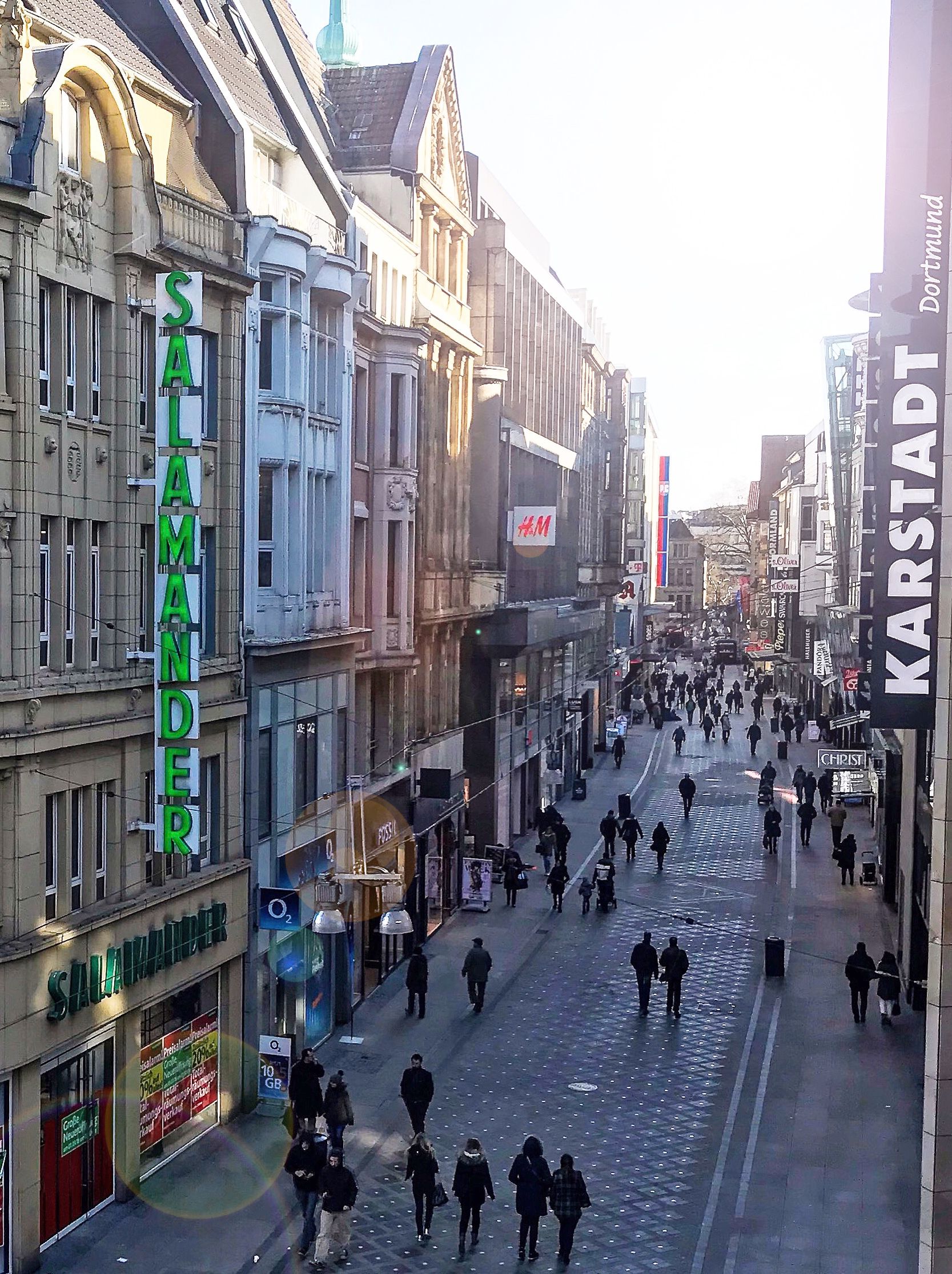
Westenhelweg v Dortmundu, byl nejfrekventovanější nákupní ulicí Německa roku 2016

- Berlín: Tauentzienstraße, Kurfürstendamm, Schloßstraße, luxusní: Friedrichstraße
- Bochum: Kortumstraße
- Brémy: Obernstraße
- Kolín nad Rýnem: Hohe Straße, Schildergasse
- Dortmund: Westenhellweg
- Drážďany: Prager Straße, Königstraße
- Duisburg: Königstraße
- Düsseldorf: Schadowstraße, luxusní: Königsallee
- Erfurt: Anger
- Essen: Kettwiger Straße
- Flensburg: Holm
- Frankfurt nad Mohanem: Zeil, Neue Kräme, Roßmarkt luxusní: Goethestraße
- Hamburk: Mönckebergstraße, Spitalerstraße, luxusní: Neuer Wall, Große Bleichen, Jungfernstieg
- Hannover: Georgstraße, Bahnhofstraße
- Karlsruhe: Kaiserstraße
- Kassel: Königsstraße
- Kiel: Holstenstraße, Dänische Straße
- Lipsko: Petersstraße, Grimmaische Straße
- Mannheim: Planken
- Mnichov: Kaufingerstraße,[1] Neuhauser Straße, luxusní: Theatinerstraße, Maximilianstraße
- Mönchengladbach: Hindenburgstraße
- Norimberk: Karolinenstraße
- Stuttgart: Königstraße
- Wiesbaden: Wilhelmstraße, Kirchgasse

 Nizozemsko

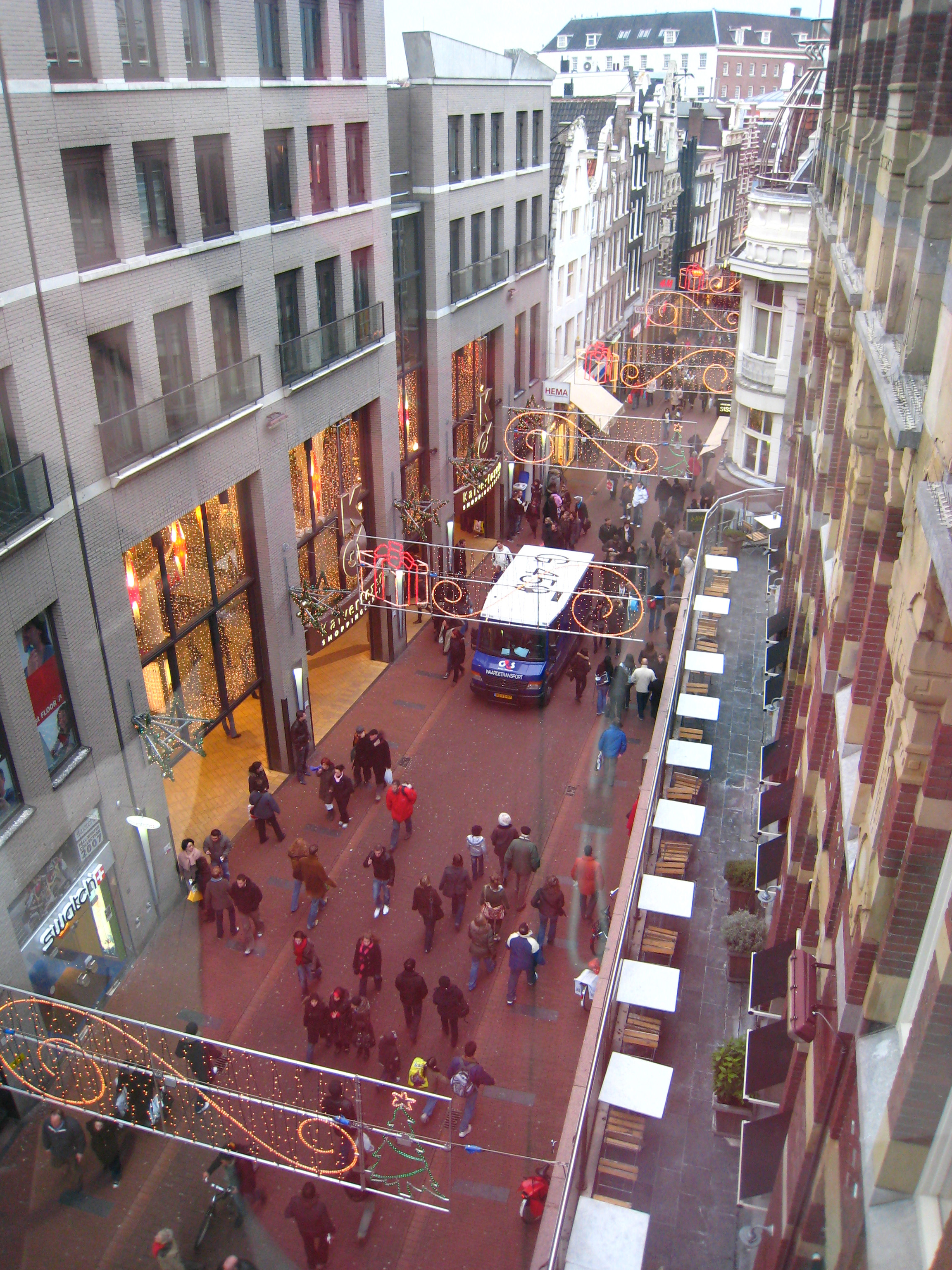
Kalverstraat, Amsterdam, Nizozemsko

- Amsterdam: Haarlemmerdijk, Kalverstraat, Rokin, Leidsestraat, Negen Straatjes, Utrechtsestraat. Upscale: P.C. Hooftstraat
- Haag: Grote Marktstraat, Spuistraat
- Rotterdam: Beurstraverse, Coolsingel, Hoogstraat, Lijnbaan
- Arnhem: Ketelstraat, Steenstraat
- Eindhoven: Demer
- Haarlem: Grote Houtstraat
- Leiden: Breestraat, Haarlemmerstraat
- Maastricht: Grote Staat. Upscale: Stokstraat
- 's-Hertogenbosch: Hinthamerstraat, Markt

 Norsko
- Oslo: Karl Johans gate, Bogstadveien
- Trondheim: Nordre gate
- Bergen: Strandgaten

 Polsko
- Krakov: Florianska Grodzka Sienna
- Lodž: Piotrkowska Street
- Poznaň: Półwiejska Święty Marcin Plac Wolności
- Varšava: Nowy Świat Marszałkowska Świętokrzyska Aleje Jerozolimskie Chmielna
- Vratislav: Świdnicka Oławska Kuznicza Ruska Szewska
- Katovice: 3 maja Stawowa Staromiejska Mielęckiego Mariacka
- Kielce: Sienkiewicza
- Toruň: Szeroka
- Gdaňsk: Długi Targ Mariacka
- Gdyně: Świętojańska
- Sopoty: Bohaterów Monte Cassino

 Portugalsko

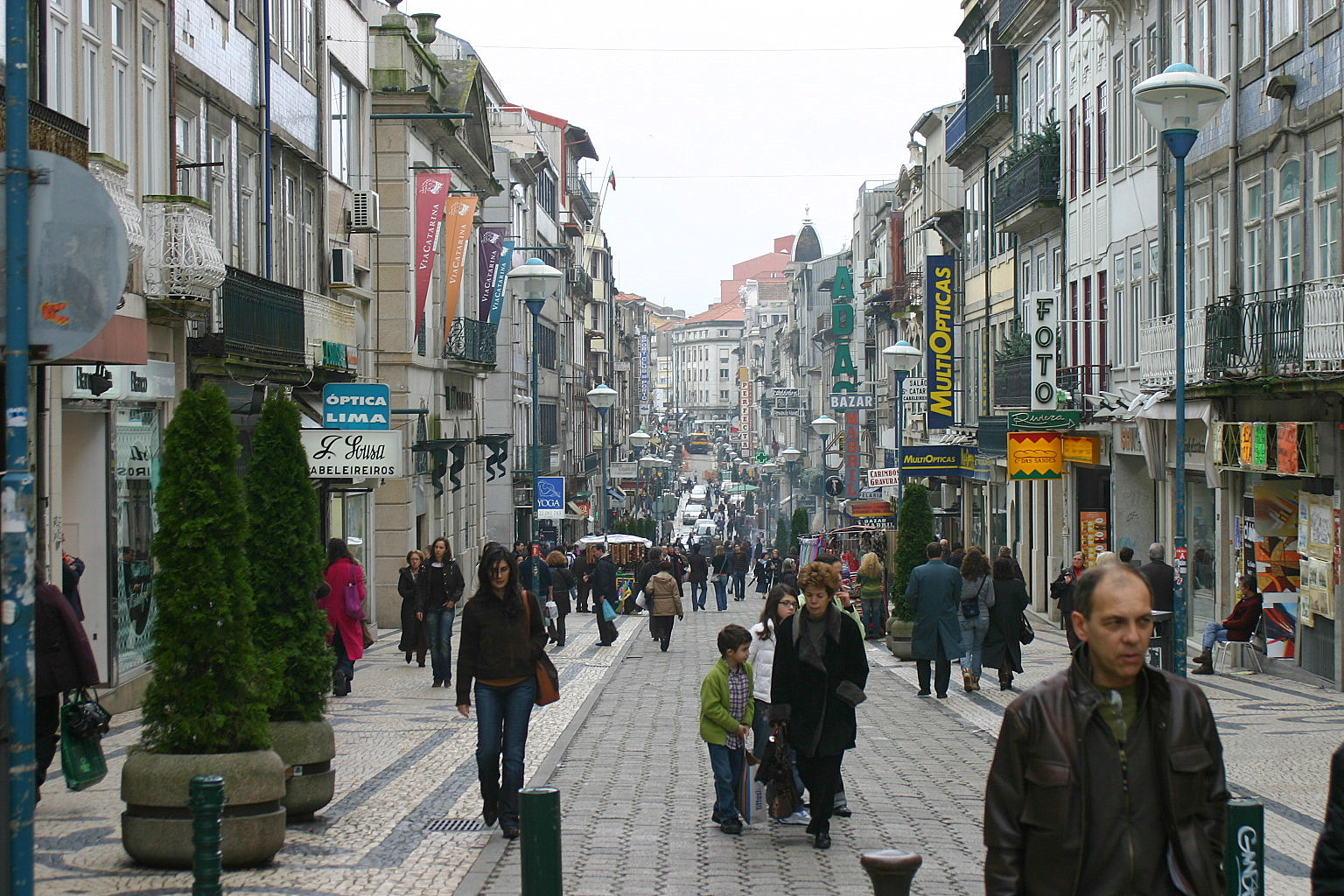
Rua de Santa Catarina, Porto, Portugalsko

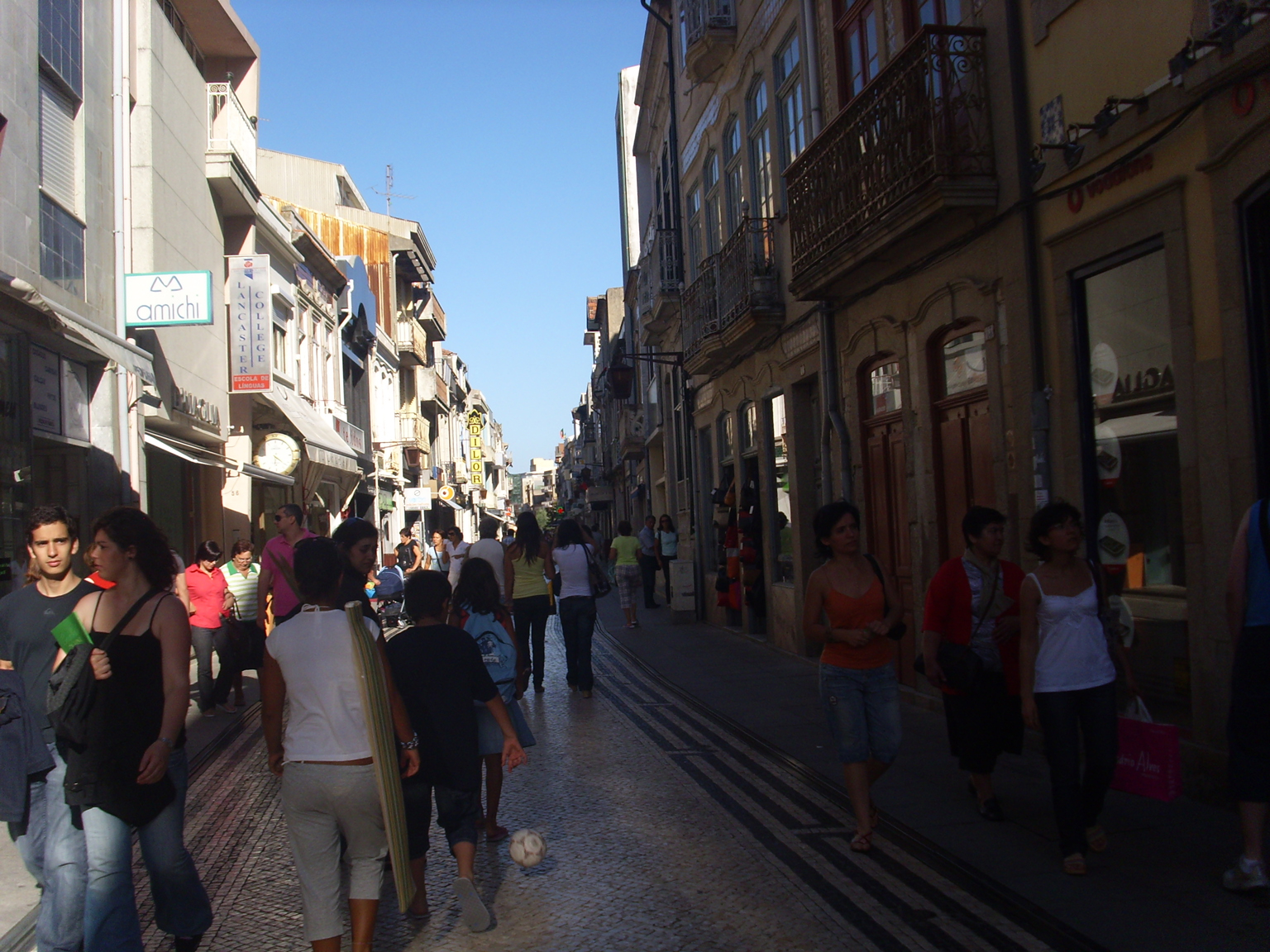
Rua da Junqueira, Póvoa de Varzim, Portugalsko

- Coimbra: ulice Ferreira Borges, Visconde da Luz
- Lisabon: Rua Augusta, Avenida da Liberdade, Rua Garrett, Rua do Ouro, Chiado, Baixa Pombalina, Rua do Carmo, Rossio
- Porto: Rua de Santa Catarina
- Póvoa de Varzim: Rua da Junqueira, Avenida Mouzinho de Albuquerque

 Rakousko
- Salcburk: Getreidegasse

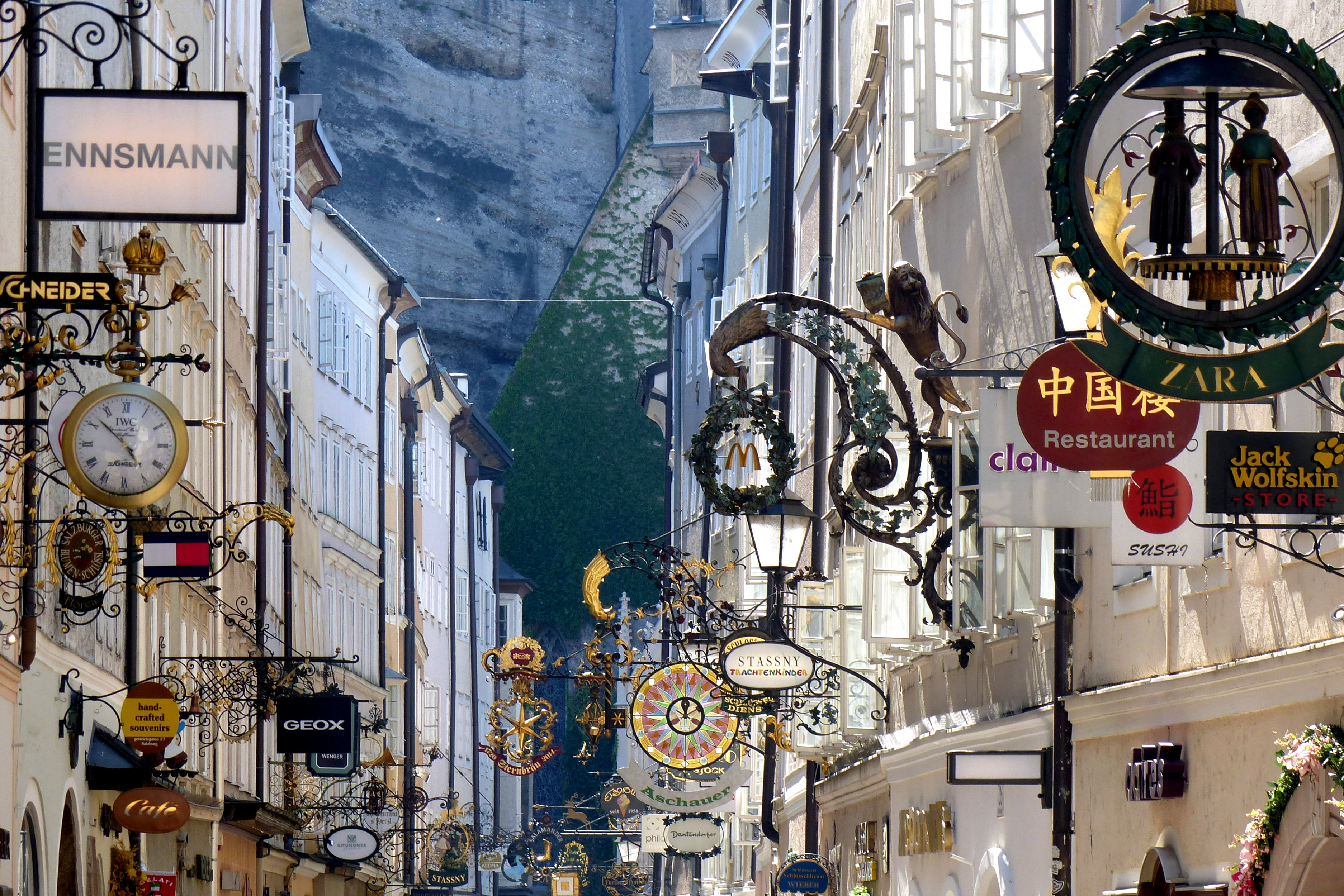
Getreidegasse, Salcburk, Rakousko

- Vídeň: Mariahilfer Straße, Neubaugasse, Favoritenstraße, luxusní: Graben, Kohlmarkt, Kärntnerstraße
- Štýrský hradec: Herrengasse

 Rumunsko

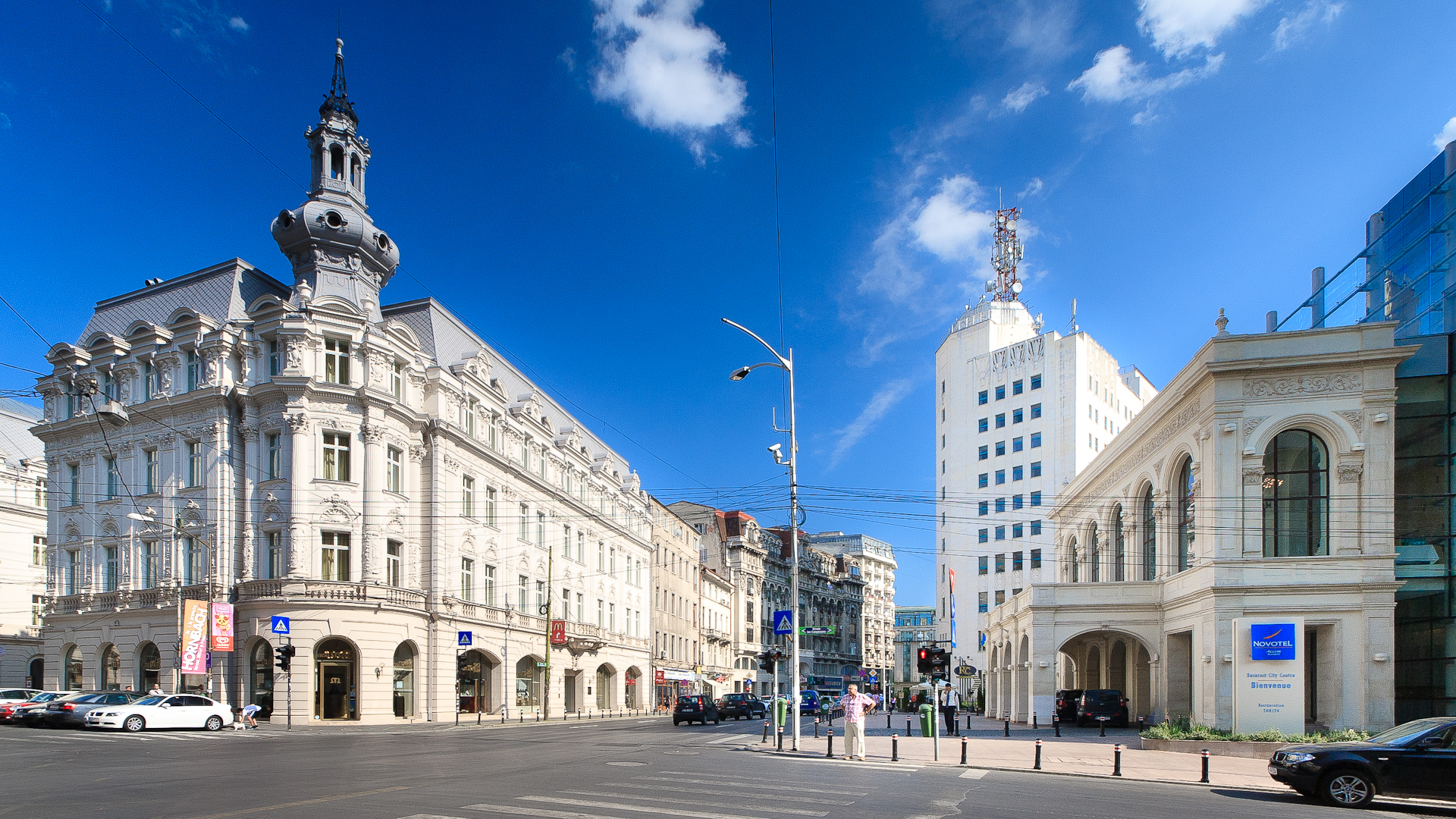
Calea Victoriei, Rumunsko

- Bukurešť: Calea Victoriei, Bulevardul Magheru, Bulevardul Nicolae Bălcescu
- Kluž-Napoka: Bulevardul Eroilor, Piaţa Unirii, Bulevardul Regele Ferdinand
- Konstance (Constanța): Strada Ștefan cel Mare, Bulevardul Tomis, Bulevardul Alexandru Lăpuşneanu
- Oradea: Calea Republicii

 Rusko

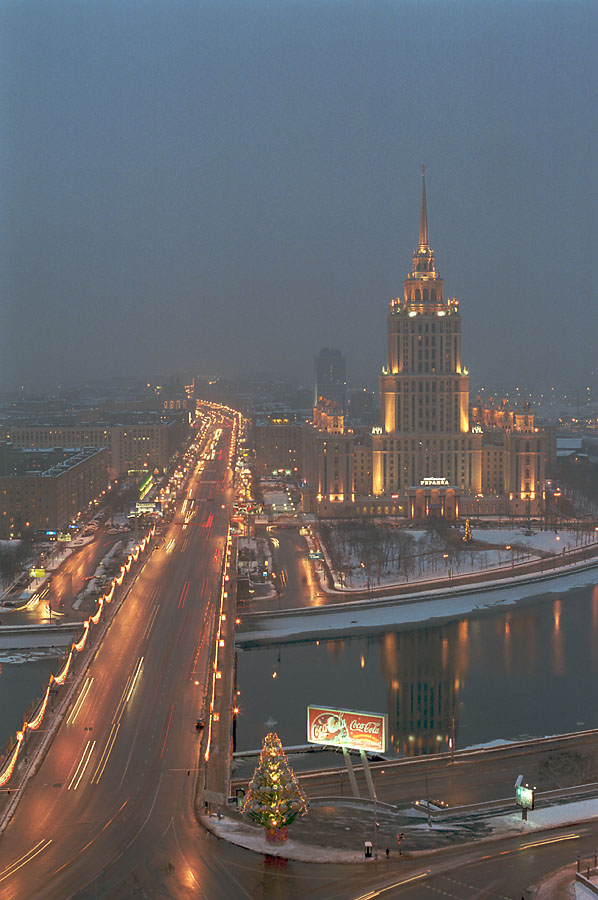
Kutuzovskij prospekt, Rusko

- Kazaň: Baumanova ulice, Puškinova ulice, Kremelská ulice
- Krasnodar: Krasnaja ulica (Krasnodar)
- Moskva: oblast Tverské ulice (vč. Kuzněckého mostu, Stolešnikovova ulička a Tverská ulice); Petrovka ulice, Treťjakovský průjezd, Arbat, Nový Arbat, Kutuzovský prospekt, Leninova třída
- Rostov na Donu: Bolšaja Sadovaja ulica
- Petrohrad (Sankt-Petěrburg): Něvskij prospekt (Staryj Něvskij prospekt), Litejnyj prospekt, Garden ulice, Bolšoi prospekt Petrogradskoy Storony
- Soči: Navaginskaja ulice, Vorovskogo ulice, Democraticheskaja ulice
- Volgograd: Lenin třída, Raboche-Krestiyanskaja ulice
- Jekatěrinburg: Prospekt Lenina, Kuybyševa ulice

 Řecko
- Athény: ulice Voukourestiou, ulice Ermou, ulice Kassaveti
- Soluň: ulice Tsimiski Medditeranean Cosmos

 Severní Makedonie

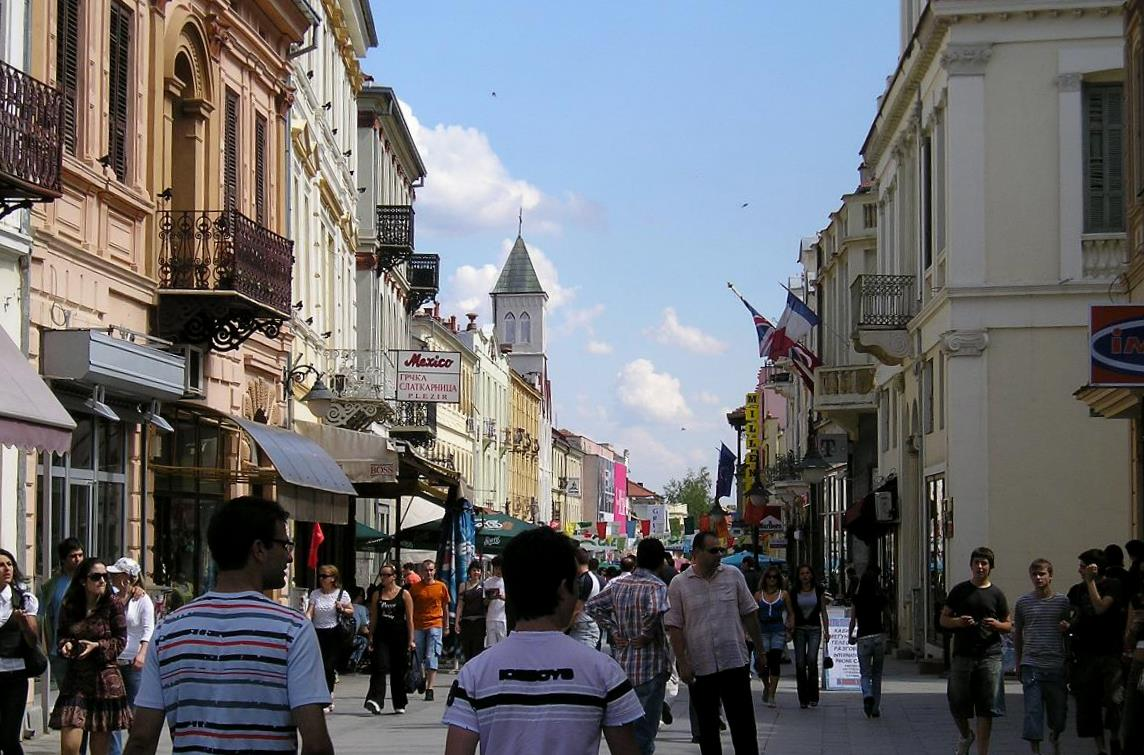
Širok Sokak, Severní Makedonie

- Skopje: Makedonská ulice, Old Bazaar, Bit pazar
- Bitola: Širok Sokak

 Slovensko
- Bratislava: Obchodná ulica

 Spojené království
 Anglie

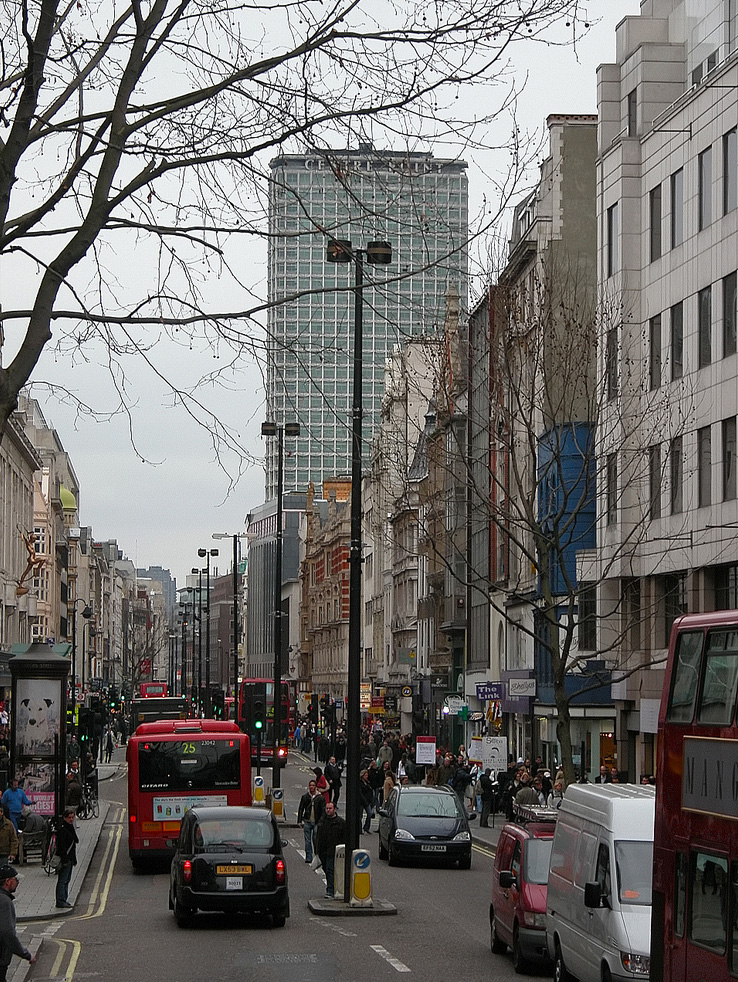
Oxford Street, Londýn

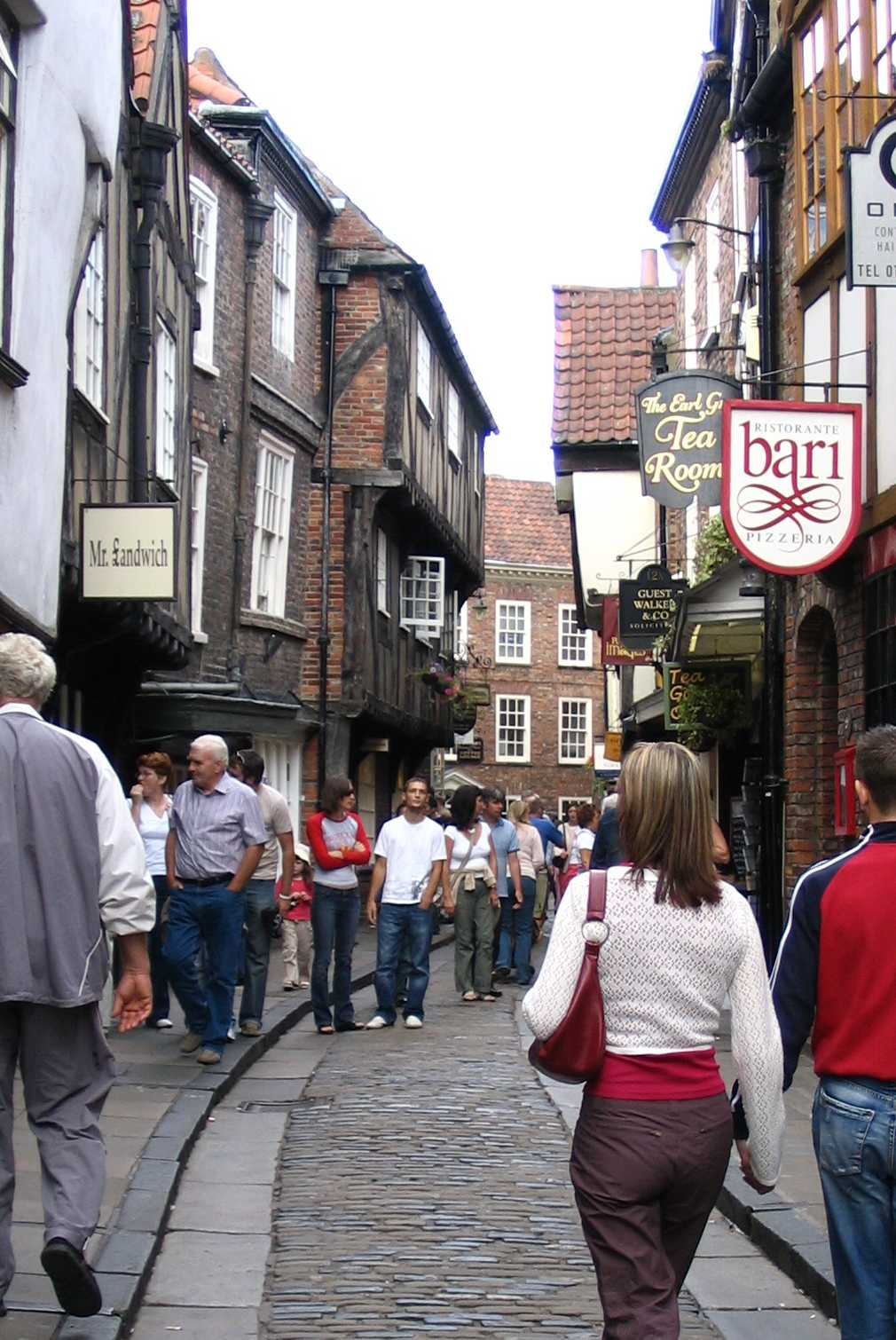
The Shambles v Yorku, Anglie

- Bath: Milsom Street, New Bond Street, Old Bond Street, Burton Street, Union Street, Stall Street, Southgate Street, SouthGate
- Birkenhead: Grange Road, Borough Road, Woodchurch Road
- Birmingham: Corporation Street, New Street, Bullring, The Mailbox
- Brighton: The Lanes, North Laine
- Bristol: Queen's Promenade (Triangle), Whiteladies Road, Broadmead
- Canterbury: High Street
- Coventry: Smithford Way, The Precinct, Market Way, Hertford Street, Broadgate, Cross Cheaping, West Orchards, Cathedral Lanes
- Durham: Elvet Bridge, Saddler Street, Market Place, High Street (Prince Bishops Shopping Centre), Silver Street, The Gates Shopping Centre
- Kingston upon Hull: Prospect Street, St Stephen's shopping centre, the Prospect Centre, Paragon Street, Carr Lane, Princes Quay, Whitefriargate
- Leeds: Victoria, Briggate, King Edward Street, The Headrow, Trinity, White Rose, Leeds Dock
- Leicester: Belvoir Street, Gallowtree Gate, High Street, Humberstone Gate, Silver Street
- Londýn: West End shopping district (vč. Bond Street,[1][4] Oxford Street,[5] Savile Row, Jermyn Street, Piccadilly a Regent Street), Knightsbridge oblast (vč. Sloane Street), Kings Road, Covent Garden oblast (vč. Neal Street, Long Acre a Seven Dials), Notting Hill (vč. Westbourne Grove), Royal Exchange
- Liverpool: Bold Street, Church Street, Lord Street, Williamson Square, Liverpool One Area (vč. Paradise Street, Peter's Lane a South John Street), Whitehall, Castle Street
- Manchester: Market Street, Oldham Street, King Street, Deansgate, Exchange Square, New Cathedral Street
- Newcastle upon Tyne: Northumberland Street,[1] Grainger Town
- Nottingham: Bridlesmith Gate
- Oxford: Cornmarket Street, Clarendon Shopping Centre, Golden Cross, High Street, Queen Street, Westgate Shopping Centre, Broad Street
- Sheffield: Devonshire Quarter, Fargate, The Moor, Meadowhall Centre
- Swindon: The Parade, Regent Street, McArthurGlen Designer Outlet Shopping Centre
- York: The Shambles, McArthurGlen Designer Outlet Shopping Centre

 Severní Irsko
- Belfast: Royal Avenue, High Street, Donegall Place

 Skotsko
- Aberdeen: Union Street
- Edinburgh: Multrees Walk, George Street, Princes Street, St James Centre
- Glasgow: Buchanan Street, Argyle Street, Sauchiehall Street, Princes Square, Merchant City district vč. Ingram Street

 Wales
- Cardiff: Queen Street, St. Mary Street/High Street, The Hayes
- Newport: Commercial Street
- Swansea: Oxford Street

 Srbsko
- Bělehrad: Knez Mihailova

 Španělsko

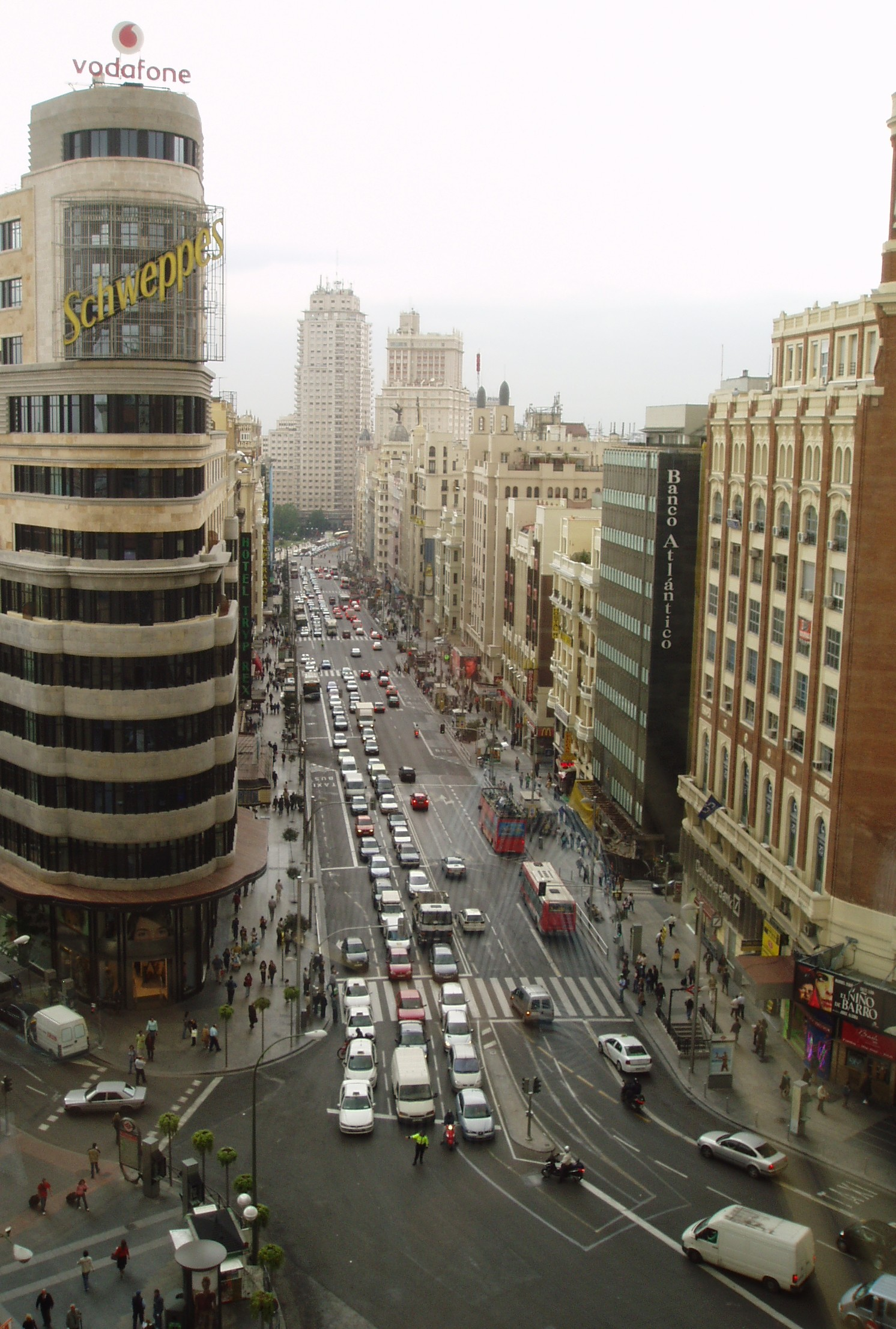
Gran Vía v Madridu

- Barcelona: Portal de l'Àngel, Carrer de la Portaferrissa Passeig de Gràcia, Rambla Catalunya, Avinguda Diagonal, Carrer de Pelai, Carrer de Sants
- Granada: Calle Recogidas
- Las Palmas de Gran Canaria: Calle Mayor de Triana
- Madrid: Calle Serrano y Calle José Ortega y Gasset obě v Barrio de Salamanca, Gran Vía, Calle Fuencarral, Calle Mayor, Calle del Carmen, Calle Preciados
- Málaga: Calle Marqués de Larios
- Marbella: Avenida Ramón y Cajal, Avenida Ricardo Soriano
- Sevillla: Calle Tetuán, Calle Sierpes
- Puerto Banús: Muelle Ribera
- Valencie: Carrer Colón, Carrer En Joan d'Àustria
- Vigo: Calle Principe, Calle Urzaiz, Calle Gran Via

 Švédsko
- Malmö: Södra Förstadsgatan
- Göteborg: Avenyn
- Stockholm: Drottninggatan, Götgatan, Birger Jarlsgatan, Biblioteksgatan

 Švýcarsko
- Bern: Staré Město, především pak Marktgasse, Spitalgasse a Kramgasse.
- Ženeva: "Les Rues Basses" (řada čtyř ulic: Rue de la Confédération, Rue du Marché, Rue de la Croix d'Or a Rue de Rive), Rue du Rhône
- Curych: Bahnhofstrasse,[1] Rennweg, Strehl-/Storchengasse, Löwenstrasse, Limmatquai, Niederdorfstrasse
- Basilej: Freie Strasse,[6] Gerbergasse, Steinenvorstadt, Marktplatz, Eisengasse
- Lausanne: Rue de Bourg, Place St. Francois, Rue St. Francois, Rue du Pont, Place de la Palud, Rue Saint Laurent, Rue Haldimand, Flon
- Winterthur: Untertor, Marktgasse
- Lugano: Via Nassa, Via Pessina
- Sv. Havel (St. Gallen): Multergasse, Marktgasse, Neugasse, Spisergasse, Marktplatz
- Lucern: Staré Město (Hertensteinstrasse, Weggisgasse, Kappelgasse), Schwanenplatz, Grendelstrasse
- Sv. Mořic (St. Moritz): Via Serlas, Via Maistra
- Gstaad: Promenade
- Zermatt: Bahnhofstrasse

 Turecko

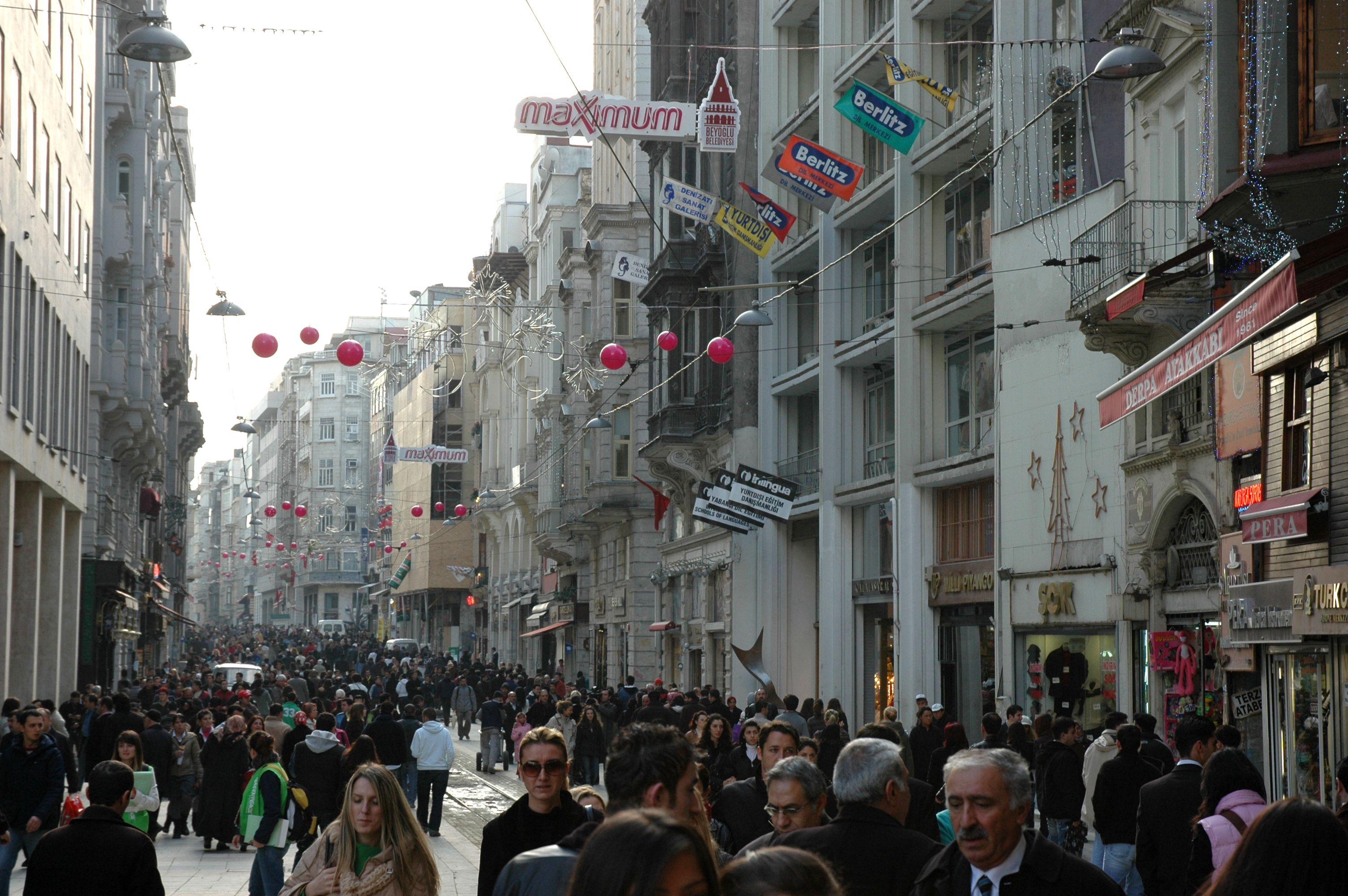
Třída İstiklal v istanbulské čtvrti Beyoğlu

- Ankara: Tunali Hilmi ulice, 7th ulice, Atatürkův bulvár, třída Gazi Mustafa Kemal (Ankara), třída Mithatpaşa,
- Istanbul: Abdi İpekçi třída, Bağdat třída, třída İstiklal
- İzmir: Plevne ulice, Kıbrıs Şehitleri ulice, Kemeraltı
- Bursa: ulice Çekirge, třída Fatiha Sultana Mehmeta, Třída republiky (Cumhuriyet)
- Antalya: třída Işıklar, třída Konyaaltı
- Adana: třída Ziyapaşa
- Kocaeli: třída Fethiye
- Diyarbakır: ulice Ofis
- Sakarya: třída Çark
- Bolu: třída İzzet Baysal
- Trabzon: ulice Uzun, třída Kahramanmaraş
- Samsun: ulice Çiftlik
- Van: třída İskele
- Yalova: třída Yalı, třída Gazi Paşa

 Ukrajina
- Kyjev: Chreščatyk
- Lvov: Třída Svobody